# Ainsley Harriott
Ainsley Denzil Dubriel Harriott (Londra, 28 febbraio 1957) è un cuoco e personaggio televisivo britannico.

## Biografia
Harriott nasce nel sobborgo di Paddington a Londra nel 1957. Dopo essersi formato al Westminster Kingsway College, ottiene un apprendistato presso il ristorante Verrey a West London, dove ha lavorato come commis chef.
Dopo aver partecipato al talk show di cucina Good Morning with Anne and Nick, diventa conduttore di Can't Cook, Won't Cook e Ready Steady Cook. Nel 2000 fa il suo debutto in televisione negli Stati Uniti con The Ainsley Harriott Show, dove ha condotto il programma per un totale di 100 episodi.
Harriott è stato nominato membro dell'Ordine dell'Impero Britannico (MBE) nel 2020 New Year Honours per i servizi alla radiodiffusione e alle arti culinarie.

## Vita privata
È stato sposato con la costumista Clare Fellows, da cui ha avuto due figli. I due hanno divorziato nel 2012, pur mantenendo buoni rapporti.
È tifoso dell'Arsenal.

## Meme
A partire dal 2015, una delle citazioni del programma tv "Ainsley Harriott's Barbecue Bible" , "Hehe, boi" è diventata di uso popolare nei meme.  Altre sue citazioni diventate meme sono "Spicy" e "Give that meat a good ol' rub".

## Opere
- 1999 Ainsley Harriott's Meals In Minutes, ISBN 0-563-55166-6
- 2000 Ainsley Harriott's Barbecue Bible, ISBN 0-563-55181-X
- 2002 Ainsley Harriott's Low-fat Meals In Minutes, ISBN 0-563-53480-X
- 2002 Ainsley Harriott's Gourmet Express, ISBN 0-563-48826-3
- 2003 Ainsley Harriott's All New Meals In Minutes, ISBN 0-563-48750-X
- 2003 Ainsley Harriott's Gourmet Express 2, ISBN 0-563-48860-3
- 2003 The Top 100 Recipes from Ready Steady Cook, ISBN 0-563-48729-1
- 2004 Ainsley Harriott's Friends and Family Cookbook, ISBN 0-563-48756-9
- 2005 Ainsley's Ultimate Barbecue Bible, ISBN 0-563-52217-8
- 2006 Ainsley Harriott's All New Meals In Minutes, ISBN 0-563-49321-6
- 2006 Ainsley Harriott's Feel Good Cookbook, ISBN 0-563-49352-6
- 2008 Ainsley Harriott's Fresh and Fabulous Meals in Minutes, ISBN 1-84607-444-4
- 2009 Just Five Ingredients, ISBN 9780563539247
- 2011 My Kitchen Table: 100 Meals in Minutes, ISBN 1849901503
- 2012 My Kitchen Table: 100 Great Chicken Recipes, ISBN 1849903972
- 2019 Ainsley's Caribbean Kitchen, ISBN 9781529104257
- 2020 Ainsley’s Mediterranean Cookbook, ISBN 9781529104677